# هنری کورتیس
هنری کورتیس (انگلیسی: Henry Curtis؛ ۱۸ نوامبر ۱۸۸۸ – ۲۸ ژانویه ۱۹۶۴) فرد نظامی اهل بریتانیا بود. وی همچنین برندهٔ جوایزی همچون صلیب نظامی و نشان حمام شده‌است.